# Blechnum heringeri
Blechnum heringeri là một loài dương xỉ trong họ Blechnaceae. Loài này được Brade mô tả khoa học đầu tiên năm 1966.
Danh pháp khoa học của loài này chưa được làm sáng tỏ. 